# Sint-Jacobskerk (Steenbergen)
De Sint-Jacobskerk was een vroeg 16e-eeuwse kerk, gebouwd in de stijl van de Brabantse gotiek, die tot 1830 in Steenbergen stond.

## Ontwerp

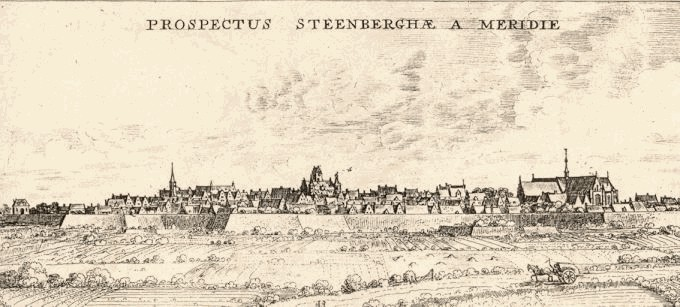
Zicht op Steenbergen (c. 1570) met de Jacobskerk uiterst rechts.

De Sint-Jacobskerk werd rond 1510 ontworpen door de in Antwerpen geboren architect Rombout II Keldermans (c. 1460 - 1531) een destijds zeer beroemde bouwmeester uit de Keldermansfamilie. 
Keldermans is, samen met zijn vader, ook bekend van de Onze-Lieve-Vrouwekerk in Veere, het Stadhuis in Middelburg en het Markiezenhof in Bergen op Zoom en het stadhuis van Culemborg. 
De katholieke kruiskerk had een langgerekte vorm, waarbij het koor aanzienlijk breder en hoger is geweest dan de voorbeuk van het gebouw, boven op de kruising bevond zich een markante kleine klokkentoren. Direct naast het kerkgebouw bevond zich het ommuurde kerkhof, wat het enige onderdeel van de kerk is wat na de sloop in 1830 is blijven staan.

## Geschiedenis

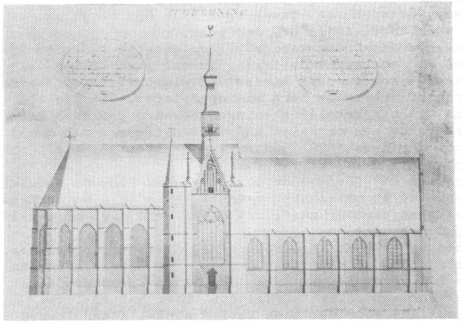
De Sint-Jacobskerk te Steenbergen. (c. 1550)

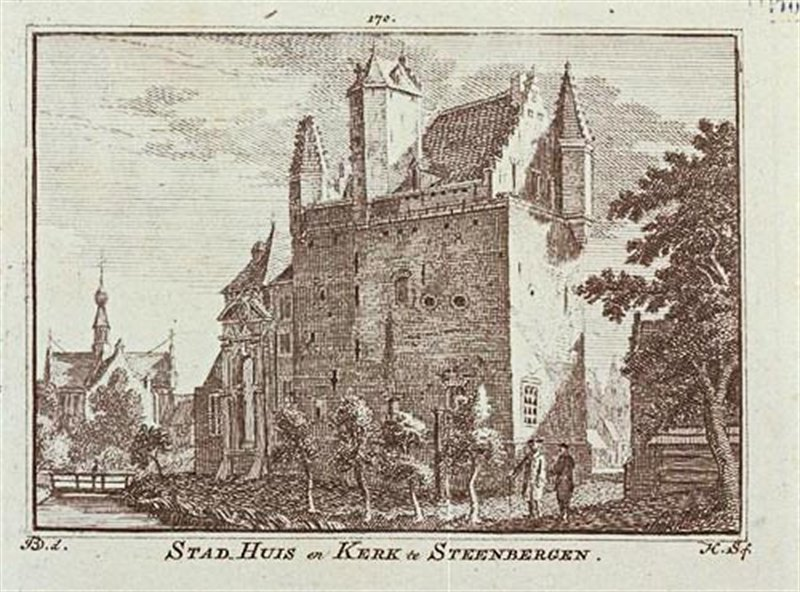
De Sint-Jacobskerk (links) naast het stadhuis van Steenbergen.

Sint-Jakobuskerk is waarschijnlijk gebouwd als reactie op de (overigens nooit uitgevoerde) uitbreiding van de Sint-Gertrudiskerk in het rivaliserende Bergen op Zoom. De voorgaande, 13e-eeuwse, kerk  van Steenbergen was lange tijd ongeveer even groot als de 14e-eeuwse Gertrudiskerk, maar na een uitbreiding van de laatste rond 1475-1480 was dit niet langer het geval; toen rond 1490 bekend werd dat de burgers van Bergen op Zoom hun kerk nog verder wilden uitbreiden, besloten de Steenbergse poorters tot de bouw van een nieuwe kerk.
De aangelegde funderingen voor het voorschip bleken echter niet voldoende om het geplande ontwerp van dit onderdeel te kunnen dragen waardoor besloten werd tot een lager voorschip. De twijfels rond de fundering zorgden er ook voor dat van de bouw van een grote klokkentoren werd afgezien. 
Het geld wat men door het gewijzigde ontwerp overhield gaf men echter uit aan een serie van in Antwerpen en Mechelen gegoten zilveren en gouden altaarstukken en kandelaars en schilderijen. Waardoor de Jacobskerk toch lange tijd de meest prestigieuze Noord-Brabantse kerk ten Westen van Breda is geweest.
In 1572 begon echter de periode van neergang, toen Steenbergen door de Watergeuzen werd geplunderd. De beelden die niet op tijd begraven konden worden werden kapot geslagen. Het merendeel van de altaarstukken kon begraven worden en bleef gespaard tot zij, in de nasleep van de Spaanse Furie, geroofd werden door Spaanse troepen die in 1585 Steenbergen opnieuw bezetten. 
Bij de Inname van Steenbergen (1590) door de Staatsen onder leiding van prins Maurits wordt de Sint-Jakobskerk ontluisterd en aan de protestanten in de stad gegeven. Dit is echter slechts van korte duur, want niet lang hierna wordt de kerk (die door de kleine protestantse gemeenschap in Steenbergen toch al als veel te groot wordt ervaren) als barak ingericht; welke rol zij tot het einde van de Tachtigjarige Oorlog heeft vervuld.
Wanneer de Spanjaarden onder Luis de Velasco in 1622 Steenbergen belegeren en innemen raakt het gebouw licht beschadigd omdat de protestantse burgers zich in de kerk barricadeerden. De Spaanse troepen vuren daarop een kanon af op de eikenhouten kerkdeur, waarna de ingezetenen zich overgeven.
Tijdens het Beleg van Bergen of Zoom in 1747 door Franse troepen hield Steenbergen (in tegenstelling tot de eerste) stand, maar werd wel de kerk zwaar beschoten. Er werd besloten dat het gebouw geen dienst meer kon doen als barak, en daarom werd het ingericht als paardenstal, een rol die het tot 1827 (het jaar waarin de Vesting Steenbergen werd opgeheven) heeft vervuld.
Toen er in 1830 besloten werd tot de sloop van het vervallen gebouw, werd er ook gelijk bepaald dat de protestantse gemeenschap een nieuwe kerk mocht bouwen op de fundering van de Sint-Jacobskerk, de huidige Witte Kerk, terwijl de katholieke Steenbergenaren (die tot dan toe in een schuilkerk in de Kleine Kerkstraat hun erediensten hielden) op de Markt hun kerk, de Sint-Gummaruskerk bouwden.